# Kupferberg
Kupferberg è un comune tedesco di 1 093 abitanti, situato nel land della Baviera.